# Prothema plagifera
Prothema plagifera is een keversoort uit de familie van de boktorren (Cerambycidae). De wetenschappelijke naam van de soort werd voor het eerst geldig gepubliceerd in 1925 door Per Olof Christopher Aurivillius.